# 岩瑞镇
岩瑞镇，是中华人民共和国江西省上饶市玉山县下辖的一个乡镇级行政单位。

## 行政区划
岩瑞镇下辖以下地区：
古城社区、金溪社区、龙琴社区、东山头村、中坛村、平洋村、大玉村、新康村、横塘村、太平村、石牌村、宅前村、周佃村、下珠村、东巷村、青边村、东津桥村、关山桥村、包溪村、田畈村、周溪村、白石村、大垄村、万花村、五里洋村、岩洲村和王家坝村。